# Petlesjkovo
Petlesjkovo (bulgariska: Петлешково) är ett distrikt i Bulgarien.   Det ligger i kommunen Obsjtina General-Tosjevo och regionen Dobritj, i den östra delen av landet, 400 km öster om huvudstaden Sofia.
Trakten runt Petlesjkovo består till största delen av jordbruksmark. Runt Petlesjkovo är det ganska glesbefolkat, med 40 invånare per kvadratkilometer.